# Сухара (река)
Сухара́ (Сулхара́, бур. Сулхари) — река в Мухоршибирском районе Бурятии, правый приток Хилка. 
Длина — 98 км, площадь водосбора — 4640 км².

## Описание
Берёт начало на северном склоне Заганского хребта как речка Салтанова; выше села Харашибирь, после слияния с речкой Капотина, именуется Сухарой (Сулхара). Течёт в западном направлении по южной стороне Тугнуйской долины. После слияния с рекой Тугнуй через 7 км впадает с правой стороны в Хилок, в 38 км к югу от его устья.
Русло извилистое, имеется множество проток. Ширина не превышает 6 метров. В засушливый период река пересыхает.
Притоки: Тугнуй, Гашей, Гахай, Новый Заган, Мухоршибирка, Черёмуховая. В зимний период все эти реки промерзают до дна.
В долине реки Сухары и на её берегах находятся сёла и улусы Мухоршибирского района: Харашибирь, Шаралдай, Куготы, Гашей, Цолга, Балта.